# O Bem-Amado
O Bem-Amado est une telenovela brésilienne diffusée entre le 22 janvier et le 3 octobre 1973 sur Rede Globo.

## Distribution
| Acteur/Actrice              | Personnage                                 |
| --------------------------- | ------------------------------------------ |
| Paulo Gracindo              | Odorico Paraguaçu                          |
| Lima Duarte                 | José Tronquilino da Conceição (Zeca Diabo) |
| Zilka Salaberry             | Delegada Donana Medrado                    |
| Emiliano Queiroz            | Dirceu Fonseca (Dirceu Borboleta)          |
| Ida Gomes                   | Doroteia Cajazeira                         |
| Dorinha Duval               | Dulcineia Cajazeira                        |
| Dirce Migliaccio            | Judiceia Cajazeira                         |
| Jardel Filho                | Juarez Leão                                |
| Sandra Bréa                 | Telma Paraguaçu                            |
| Carlos Eduardo Dolabella    | Neco Pedreira                              |
| Gracindo Júnior             | Jairo Portela                              |
| Maria Cláudia               | Adalgisa Portela (Gisa)                    |
| Milton Gonçalves            | Zelão das Asas                             |
| Ruth de Souza               | Francisca (Chiquinha do Parto)             |
| Lutero Luiz                 | Lulu Gouveia                               |
| Álvaro Aguiar               | Coronel Hilário Cajazeira                  |
| Ana Ariel                   | Zora Paraguaçu                             |
| Arnaldo Weiss               | Libório                                    |
| Wilson Aguiar               | Nezinho do Jegue                           |
| Rogério Fróes               | Vigário                                    |
| Suzy Arruda                 | Flor Fonseca (Florzinha)                   |
| André Valli                 | Ernesto Cajazeira                          |
| João Paulo Adour            | Cecéu Paraguaçu                            |
| Dilma Lóes                  | Anita Medrado                              |
| Augusto Olímpio             | Cabo Ananias                               |
| Antônio Victor              | Demerval Barbeiro                          |
| Guiomar Gonçalves           | Maria da Penha                             |
| Lídia Mattos                | Dona Virgínia                              |
| Juan Daniel                 | Pepito                                     |
| Margarida Rey               | Glória                                     |
| Rafael de Carvalho          | Coronel Emiliano Medrado                   |
| Wanda Kosmo                 | Ruth                                       |
| Ivan de Almeida             | Bergantim                                  |
| Antônio Carlos Ganzarolli   | Tião Moleza                                |
| Estelita Bell               | Cora Raimunda                              |
| Apolo Corrêa                | Maestro Sabiá                              |
| Angelito Mello              | Mestre Ambrósio                            |
| Isolda Cresta               | Odete                                      |
| João Carlos Barroso         | Eustórgio                                  |
| Eliezer Motta               | Quelé                                      |
| Teresa Cristina Arnaud      | Mariana                                    |
| Jorge Botelho               | Nadinho                                    |
| Nair Prestes                | Balbina                                    |
| D'Artagnan Mello            | Carlito Medrado                            |
| Valéria Amar                | Jaciara                                    |
| Roberto Cesário da Silveira | Pé-de-Chumbo                               |

## Versions
- Sucupira (TVN, 1996)
- El bienamado (Televisa, 2017)

### Sources
- (pt) Cet article est partiellement ou en totalité issu de l’article de Wikipédia en portugais intitulé « O Bem-Amado (telenovela) » (voir la liste des auteurs).